# Uścimów (gmina)
Uścimów – gmina wiejska w województwie lubelskim, w powiecie lubartowskim. W latach 1975–1998 gmina położona była w województwie lubelskim.
Siedzibą gminy jest Stary Uścimów. Nazwa siedziby „Stary Uścimów” obowiązuje oficjalnie dopiero od 1 stycznia 2012. Do końca 2011 roku nazwa brzmiała „Uścimów”, mimo że nie było takiej miejscowości (de facto chodziło o Stary Uścimów);
Według danych z 30 czerwca 2004 gminę zamieszkiwało 3379 osób. Natomiast według danych z 31 grudnia 2017 roku gminę zamieszkiwało 3256 osób.
Jest ona gminą o charakterze rolniczo-turystycznym. W gospodarce rolnej dominują gospodarstwa o śr. powierzchni 9,3 ha. Zajmują się one głównie produkcją zboża i ziemniaków. Na terenie gminy znajduje się 10 jezior oraz stawy hodowlane o powierzchni 247 ha. Duże walory turystyczne (wędkarstwo, kąpieliska, turystyka rowerowa).
- liczba miejscowości – 17

## Struktura powierzchni
Według danych z roku 2002 gmina Uścimów ma obszar 108,61 km², w tym:
- użytki rolne: 64%
- użytki leśne: 20%

Gmina stanowi 8,42% powierzchni powiatu.

## Demografia

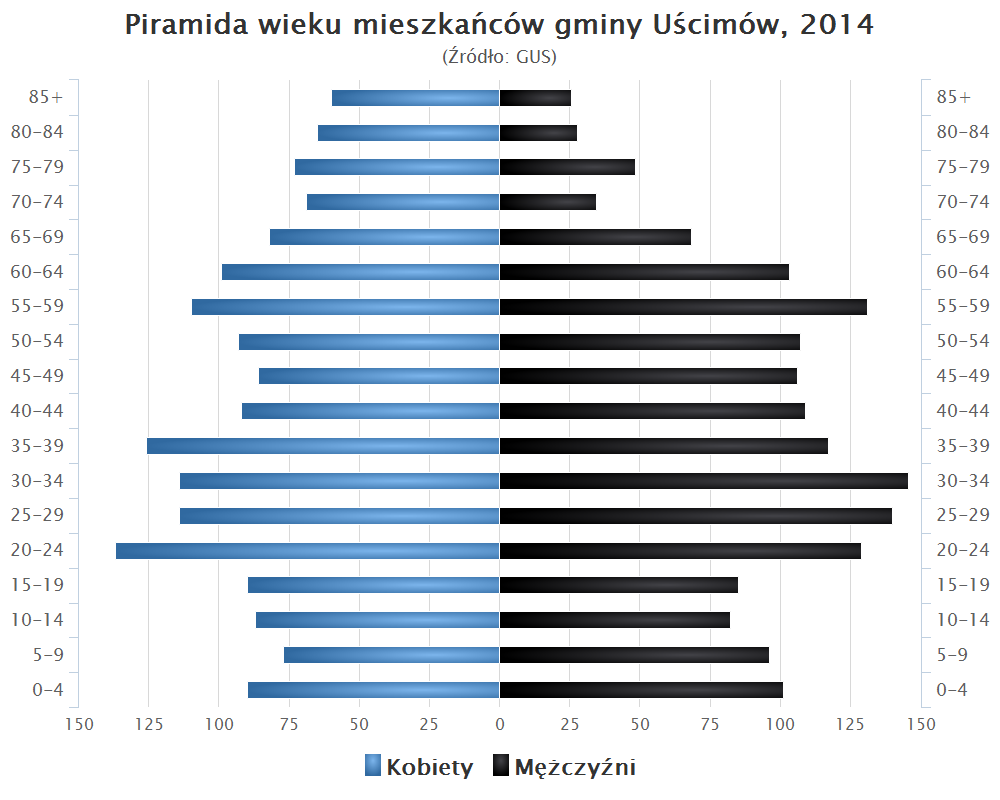
Piramida wieku mieszkańców gminy Uścimów w 2014 roku

Dane z 30 czerwca 2004:
| Opis                              | Ogółem | Ogółem | Kobiety | Kobiety | Mężczyźni | Mężczyźni |
| --------------------------------- | ------ | ------ | ------- | ------- | --------- | --------- |
| jednostka                         | osób   | %      | osób    | %       | osób      | %         |
| populacja                         | 3379   | 100    | 1699    | 50,3    | 1680      | 49,7      |
| gęstość zaludnienia (mieszk./km²) | 31,1   | 31,1   | 15,6    | 15,6    | 15,5      | 15,5      |

## Sołectwa
Drozdówka, Głębokie, Krasne, Maśluchy, Nowa Jedlanka, Nowy Uścimów, Ochoża, Orzechów-Kolonia, Rudka Starościańska, Stara Jedlanka, Stary Uścimów.

## Sąsiednie gminy
Dębowa Kłoda, Ludwin, Ostrów Lubelski, Parczew, Sosnowica